# 梭果黄耆
梭果黄耆（学名：Astragalus ernestii）是豆科黄芪属的植物，是中国的特有植物。分布在中国大陆的四川、西藏、云南等地，生长于海拔3,900米至4,500米的地区，一般生长在山坡草地及灌丛中，目前尚未由人工引种栽培。